# Bonde de Jesus
Bonde de Jesus (ou Gangue de Jesus) é uma organização criminosa de traficantes autodenominados evangélicos em Duque de Caxias, Rio de Janeiro, conhecida por perseguições a minorias religiosas locais e invasões a terreiros de Umbanda e Candomblé. O Bonde ganhou notoriedade após reportagem do jornalista Terrece McCoy, do The Washington Post, que atraiu a atenção da imprensa brasileira.